# Ad calendas graecas
Ad calendas graecas o ad kalendas Graecas es una locución latina de uso actual que significa literalmente «hasta las calendas griegas». Se indica con ello que una cosa no se realizará nunca, ya que en Grecia no existían las calendas (división del mes romano).

Cuenta Suetonio que la empleaba mucho Augusto en las conversaciones familiares, para dar a entender que alguien no pagaría nunca. Existen expresiones de significado similar en castellano, como pueden ser: cuando las ranas críen pelo o cuando las vacas vuelen.